# Libelo
Se entiende por libelo infamatorio o, simplemente, libelo (del latín libellus, «libro pequeño» o «librillo», «escrito breve») un libro o escrito satírico y denigrativo hacia alguna persona. Existe también el libelo de repudio, el cual atañe a la escritura con la que el marido antiguamente repudiaba a su mujer y dirimía el matrimonio.
Antiguamente el vocablo «libelo» se empleaba también para referirse a un libro pequeño debido al diminutivo latino -elo, equivalente a -illo (librillo) o -ito (librito) en castellano.

## Historia
Cuando se dieron las persecuciones al cristianismo había algunos fieles débiles que para no sacrificar a los falsos dioses, según lo dictaminaban los emperadores en sus edictos compraban a precio de oro una especie de testimonios falsos por medio de los cuales hacían constar que habían renunciado a la fe de Jesucristo y sacrificado a los dioses. Estos documentos llamados libelos - de liber, libri, libro pequeño, cuaderno, etc. - se leían en público. Y dieron el nombre de libeláticos a quienes los habían procurado y que habían cometido un delito que no se perdonaba, según los antiguos cánones de la iglesia sino después de una larga y rigurosa penitencia.